# 斯特雷庫夫

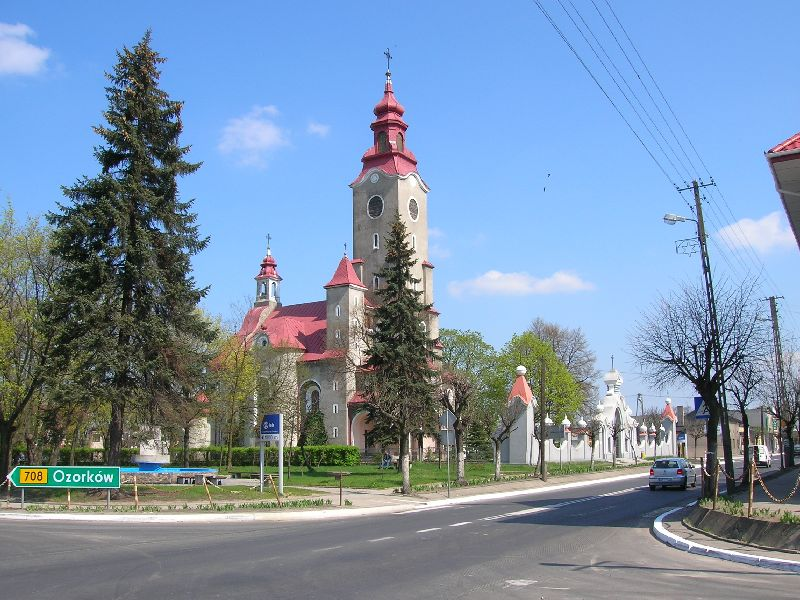

斯特雷庫夫是波蘭的城鎮，位於該國中部，由羅茲省負責管轄，面積8.15平方公里，2006年人口3,566。在第二次瓜分波蘭中，該鎮在被納入普魯士王國管治範圍。
51°54′N 19°36′E / 51.900°N 19.600°E